# Diphenoxylate
Diphenoxylate là một thuốc opioid của loạt chất phenylpiperidine hoạt động trên hệ thần kinh trung ương được sử dụng trong một loại thuốc kết hợp với atropin để điều trị tiêu chảy. Diphenoxylate là một opioid và hoạt động bằng cách làm chậm nhu động ruột; atropine có mặt để ngăn chặn lạm dụng thuốc và quá liều. Thuốc không nên được dùng cho trẻ em do nguy cơ ngừng thở và những người nhiễm Clostridium difficile.

## Sử dụng y tế
Diphenoxylate được sử dụng để điều trị tiêu chảy ở người lớn; nó chỉ có sẵn như là một loại thuốc kết hợp với một liều atropine khác để ngăn ngừa lạm dụng.
Thuốc không nên được sử dụng ở trẻ em do nguy cơ suy hô hấp. Nó không có vẻ gây hại cho thai nhi nhưng những rủi ro chưa được khám phá đầy đủ.
Thuốc không nên được thực hiện với các thuốc trầm cảm trung tâm khác như rượu, vì chúng có thể làm tăng nguy cơ của nó.
Thuốc cũng không nên được sử dụng cho những người bị tiêu chảy do nhiễm trùng, ví dụ như nhiễm trùng Clostridium difficile, vì nhu động chậm lại có thể ngăn chặn sự phát tán của sinh vật truyền nhiễm.

## Tác dụng phụ
Nhãn thuốc đã cảnh báo về nguy cơ suy hô hấp, nhiễm độc thuốc kháng cholinergic và quá liều opioid, nguy cơ mất nước và mất cân bằng điện giải mà những người bị tiêu chảy nặng và nhiễm độc megacolon ở những người bị viêm loét đại tràng.
Các tác dụng phụ khác bao gồm tê ở tay và chân, hưng phấn, trầm cảm, thờ ơ, nhầm lẫn, buồn ngủ, chóng mặt, bồn chồn, đau đầu, ảo giác, phù, nổi mề đay, ngứa, buồn nôn, buồn nôn, chán ăn và đau dạ dày.

## Dược lý
Diphenoxylate được chuyển hóa nhanh chóng thành Difenoxin; nó được loại bỏ chủ yếu không chỉ trong phân mà còn trong nước tiểu.
Giống như các opioid khác, diphenoxylate hoạt động bằng cách làm chậm nhu động ruột, cho phép cơ thể củng cố nội dung đường ruột và kéo dài thời gian vận chuyển, do đó cho phép ruột hút độ ẩm ra khỏi chúng ở tốc độ bình thường hoặc cao hơn và do đó ngăn chặn sự hình thành phân lỏng; atropine là một thuốc kháng cholinergic và có mặt để ngăn chặn lạm dụng thuốc và quá liều.

## Lịch sử và hóa học
Diphenoxylate lần đầu tiên được Paul Janssen tổng hợp tại Dược phẩm Janssen vào năm 1956 như là một phần của cuộc điều tra hóa học dược phẩm của opioid.
Diphenoxylate được tạo ra bằng cách kết hợp tiền chất của normethadone với norpethidine. Loperamid (Imodium) và bezitramide là chất tương tự. Giống như loperamid, nó có cấu trúc giống như methadone và một piperdine.

## Xã hội và văn hoá

### Giá cả
Trong năm 2017, Dược phẩm Hikma đã tăng giá công thức chất lỏng của thuốc diphenoxylate-atropine chung ở Mỹ lên 430%, từ $16 đến $84,00.

### Quy định
Tại Hoa Kỳ, các loại thuốc có chứa diphenoxylate được phân loại là chất được kiểm soát theo đạo luật V. 
Nó nằm trong Đạo luật III của Công ước duy nhất về Thuốc, chỉ ở dạng có chứa, theo Danh sách Vàng: "không quá 2,5 miligam diphenoxylate được tính là base và một lượng atropine sulfate tương đương ít nhất 1% liều diphenoxylate ".

## Nghiên cứu
Diphenoxylate và atropine đã được nghiên cứu trong các thử nghiệm nhỏ như một phương pháp điều trị chứng phân không tự chủ; nó dường như ít hiệu quả hơn và có nhiều tác dụng phụ hơn khi so sánh với loperamid hoặc codein.